# Last Date
Last Date es un álbum en directo de la cantante estadounidense Emmylou Harris, publicado por la compañía discográfica Warner Bros. Records en octubre de 1982. Grabado en varios honky tonk y otros locales pequeños de la Costa Oeste de los Estados Unidos, Harris concibió el álbum como un escaparate de su grupo Hot Band y está compuesto de clásicos del country. Harris alcanzó el primer puesto en la lista de canciones country con la canción «Last Date», compuesta por Floyd Cramer. En 2000, Eminent Records reeditó Last Date por primera vez en disco compacto con dos temas extra.

## Lista de canciones
1. "I'm Movin' On" (Hank Snow) – 3:05
2. "It's Not Love (But It's Not Bad)" (Glenn Martin, Hank Cochran) – 2:49
3. "So Sad (to Watch Good Love Go Bad)" (Don Everly) – 3:20
4. "Return of the Grievous Angel" (Thomas S. Brown, Gram Parsons) – 3:50
5. "Restless" (Carl Perkins) – 3:20
6. "Racing in the Street" (Bruce Springsteen) – 5:24
7. "Long May You Run" (Neil Young) – 3:09
8. "We'll Sweep Out the Ashes in the Morning" (Joyce Allsup) – 2:50
9. "Juanita" (Gram Parsons, Chris Hillman) – 3:06
10. "Devil in Disguise" (Gram Parsons, Chris Hillman) – 3:10
11. "Last Date" (Floyd Cramer, Conway Twitty) – 3:31
12. "Buckaroo/Love's Gonna Live Here" (Bob Morris, Buck Owens) – 4:19

Temas extra (reedición de 2000)
1. "Another Pot o' Tea" (Paul Grady) – 3:01
2. "Maybe Tonight" (Shirley Eikhard) – 2:53

## Personal
- Emmylou Harris: voz, guitarra acústica.
- Mike Bowden: bajo.
- Steve Fishell: pedal steel guitar y dobro.
- Wayne Goodwin: guitarra rítmica, violín, mandolina y saxofón.
- Don Johnson: teclados y coros.
- Frank Reckard: guitarra y coros.
- Barry Tashian: guitarra rítmica, banjo y coros.
- John Ware: batería.

## Posición en listas
| País           | Lista          | Posición |
| -------------- | -------------- | -------- |
| Estados Unidos | Billboard 200  | 65       |
| Estados Unidos | Country Albums | 9        |

| Sencillo        | País           | Lista           | Posición |
| --------------- | -------------- | --------------- | -------- |
| «Last Date»     | Estados Unidos | Country Singles | 1        |
| «I'm Movin' On» | Estados Unidos | Country Singles | 5        |
| «So Sad»        | Estados Unidos | Country Singles | 28       |